# 古巴妇女联合会
古巴妇女联合会（西班牙語：Federacion de mujeres de Cuba，缩写为FMC）是在古巴各革命妇女组织联合的基础上于1960年8月23日成立。首任主席是比尔玛·埃斯平。该组织曾加入玻利瓦尔人民大会。

## 职能
1、组织教育妇女，树立责任心，担负起母亲和社会建设者的双重任务。
2、向有关方面反映妇女中存在的问题和困难。
3、代表妇女的利益。